# 赵世良
赵世良，中国著名图书馆学家，最早的留苏图书馆学者。曾任东北师范大学图书馆学教授、黑龙江省图书馆《图书馆建设》杂志主编。

## 生平
赵世良先生1931年6月3日出生于北京。1961年入黑龙江省图书馆，先后在科技阅览室、总库出纳台、书目咨询室、文献检索室和外文编目组等多个部门工作。
1979至1981年，赵世良先生在东北师范大学图书馆学系任教。
1982年，赵世良先生回到黑龙江省图书馆工作，任《黑龙江省图书馆》（现《图书馆建设》期刊）专职编辑、副主编、主编。他带领大家刻苦钻研，努力拼搏，使刊物从内部交流跃升为国内公开发行，从季刊变为双月刊，确立了中国图书馆学专业学术期刊的重要位置。
赵世良先生2009年3月7在哈尔滨去世。

## 教育背景
- 1947年考入北京第四中学就读；
- 1952年考取北京大学图书馆学专修科；
- 1953年被选为首批留学苏联预备生，转入北京俄语专科学校学习；
- 1954年进入苏联莫斯科图书馆学院学习。

## 学术兼职
- 黑龙江省社会科学领导小组学科工作组成员
- 黑龙江省社会科学优秀科研成果评委会复评委员
- 黑龙江省科技进步奖评委会行业评审组成员

## 译著目录
- 图书馆读者工作 : 增订第三版 / (苏)萨哈罗夫著 ; 赵世良译（沈阳 : 辽宁人民出版社, 1988.3）
- 目录学普通教程  / (苏)科尔舒诺夫主编 ; 彭斐章等译（武汉 : 武汉大学出版社, 1987）
- 图书馆藏书 / (苏)斯多利亚洛夫，(苏)阿列菲也娃著 ; 赵世良译（北京 : 书目文献出版社, 1983）